# Малый танк

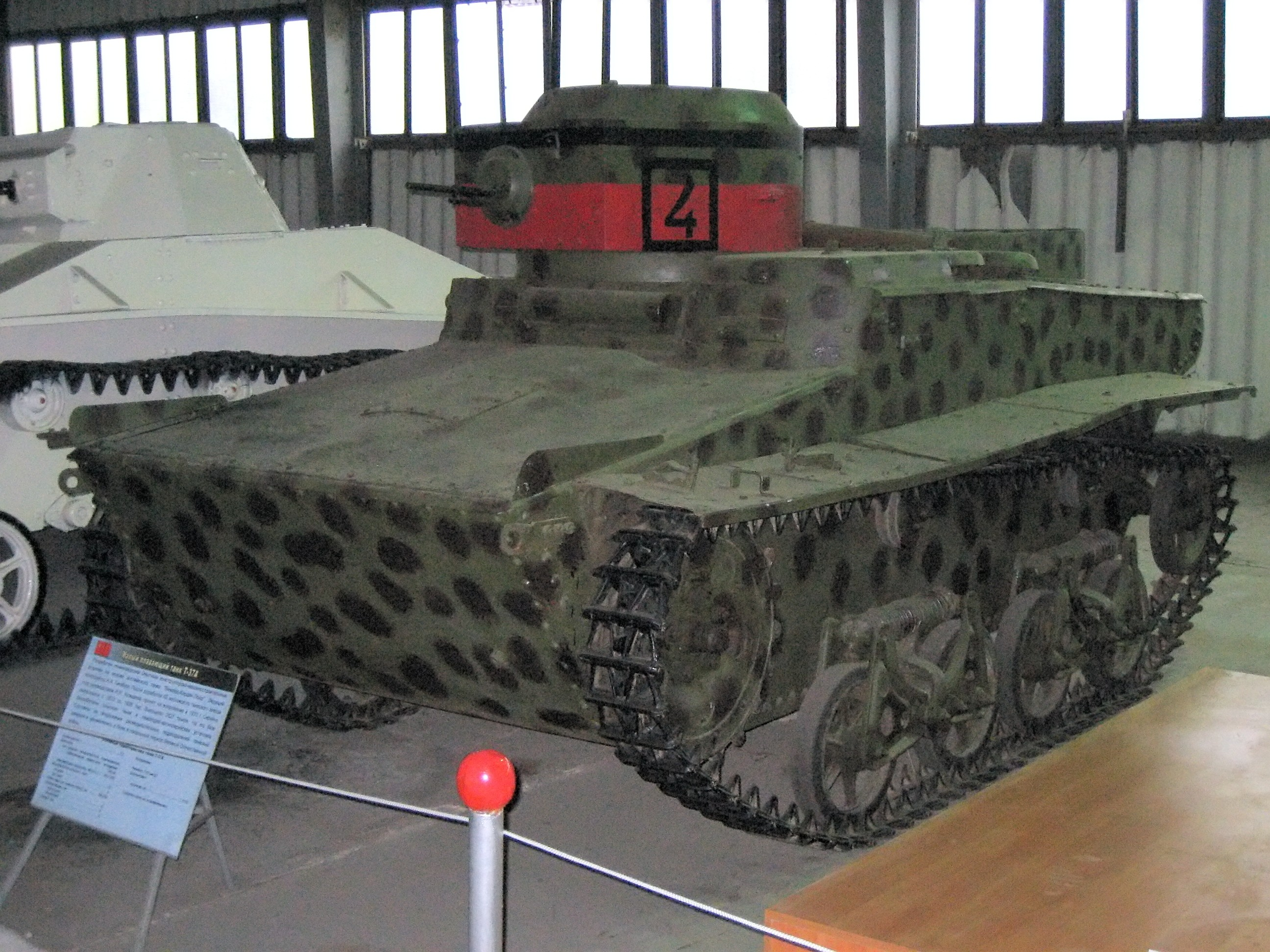
Плавающий Т-37А, типичный малый танк.

Малый танк, согласно советской классификации 1930-х годов — танк (обычно плавающий), имевший массу до 5 тонн и оснащённый исключительно пулемётным вооружением, размещённым в башне (в отличие от танкеток, к которым относились вооружённые пулемётами машины со схожими массовыми характеристиками, не имевшие башен); занимал промежуточное положение между танкетками и лёгкими танками. 
Малые танки предназначались для разведывательных действий в интересах танковых или общевойсковых частей и соединений, обеспечения связи, усиления пехоты и кавалерии, а также для транспортировки лёгких противотанковых орудий. Использование малых танков при наступлении на перешедшего к обороне противника также допускалось, но лишь после прорыва переднего края оборонительных позиций и под прикрытием лёгких танков.
После завершения Великой Отечественной войны, в связи с выходом из употребления последних довоенных малых танков и окончательным устареванием их концепции, выделение данного класса полностью вышло из употребления и стало использоваться лишь в историческом контексте.
В странах Запада малые танки никогда не выделялись в отдельный тип танков, а потому в западной исторической литературе машины, которые по советской классификации являются малыми танками, в зависимости от их массы относят к танкеткам либо лёгким танкам (во втором случае к ним иногда применяется термин англ. ultra-light tank — «сверхлёгкий танк»).